# Life as a House
Life as a House es un film dramático de 2001 dirigido por Irwin Winkler. El filme cuenta la historia de un arquitecto diagnosticado con cáncer terminal (Kevin Kline), quien intenta reparar la relación con su hijo adicto a las drogas (Hayden Christensen). El drama está filmado en Rancho Palos Verdes, California.

## Trama
Kevin Kline interpreta a George Monroe, un arquitecto que es despedido de su trabajo, lo que le provoca una gran desilusión e ira. Cuando ha limpiado todo su escritorio y decide dejar el edificio, colapsa desmayándose inmediatamente después de haber salido.
En el hospital, George es diagnosticado con un cáncer terminal. Así que decide traer consigo a su rebelde hijo Sam (Hayden Christensen), para que le ayude a demoler la choza que George había heredado de su abusivo padre, y así construir una elegante casa en su lugar.
Durante esa experiencia, George se reencuentra con su hijo y exmujer (Kristin Scott Thomas). El proceso de construcción de la casa les abrirá los ojos a ambos, George y Sam. Sam, en particular, deja de ser un chico rebelde y drogadicto, lo que es evidente en el final de la secuencia, en la que Sam le da la casa a una mujer con discapacidad, debido a un accidente automovilístico provocado por el padre de George, que estaba conduciendo bajo la influencia del alcohol.

## Conflictos
- Robin se divorció de George Monroe diez años antes del inicio de la película. Robin se volvió a casar, pero resurgen sus sentimientos por George.
- Sam no tenía una buena relación con nadie de su entorno, pero se sabe que tiene sólo un buen amigo en la escuela.
- El segundo marido de Robin es un egoísta hombre de negocios. Ella tuvo dos hijos con él, pero nunca tiene tiempo para ellos.
- Sam Monroe está interesado en Alyssa Beck (Jena Malone), que es novia de un chico proxeneta que vende drogas llamado Josh, quien provee de dinero y marihuana a Sam.
- George Monroe se da cuenta del descuido por su hijo lo largo de los años y trata de recuperar la relación que alguna vez tuvo con Sam de niño.
- Sam se opone a este nuevo cambio, pero encuentra un sentido cuando le ayuda a su padre a derribar la casa.
- Sam se entera del accidente que causó su abuelo y decide entregarle la casa a la muchacha que había atropellado su abuelo

## Reparto
- Kevin Kline es George Monroe.
- Kristin Scott Thomas es Robin Kimball.
- Hayden Christensen es Sam Monroe.
- Jena Malone es Alyssa Beck.
- Mary Steenburgen es Colleen Beck.
- Mike Weinberg es Adam Kimball.
- Scotty Leavenworth es Ryan Kimball.
- Ian Somerhalder es Josh.
- Jamey Sheridan es Peter Kimball.